# Dicnemon cochlearifolium
Dicnemon cochlearifolium är en bladmossart som beskrevs av Bruce H. Allen 1987. Dicnemon cochlearifolium ingår i släktet Dicnemon och familjen Dicnemonaceae. Inga underarter finns listade i Catalogue of Life.